# Pokémon Uranium
Pokémon Uranium è un gioco creato dai fan basato sulla serie Pokémon. Il gioco è stato in sviluppo per nove anni e utilizzava il motore RPG Maker XP. Il gioco aggiunge 166 nuove specie di Pokémon create dai fan, insieme a una nuova regione.
Nell'agosto 2016, dopo un milione e mezzo di download, i link per il download del gioco furono rimossi dal sito ufficiale in quanto gli sviluppatori volevano "rispettare i desideri di Nintendo", dopo aver ricevuto diverse lettere di avviso di rimozione DMCA dagli avvocati dell'azienda. Il mese successivo, gli sviluppatori annunciarono di aver ufficialmente interrotto lo sviluppo del titolo e chiuso il sito Web e i server. Dopo l'annuncio, i membri della community realizzarono tuttavia un nuovo sito Web, continuando anche a sviluppare patch con correzioni di bug e nuove funzionalità. Nel gioco sono presenti vari riferimenti a Marie Curie o alla chimica, come il nome della prima capopalestra, ovvero Maria, o il nome dell'antagonista, ovvero CURIE.

## Modalità di gioco
Le meccaniche di gioco in Pokémon Uranium rimangono pressoché inalterate rispetto ai giochi di Pokémon ufficiali, se non per l'aggiunta del tipo Nucleare per Pokémon e mosse. Pokémon di tipo Nucleare subiscono doppio danno da mosse offensive di tutti gli altri tipi (tranne Nucleare) ma possono imparare mosse offensive di tipo omonimo in grado di causare un danno superefficace a tutti i tipi di Pokémon (tranne Acciaio e Nucleare). In alcuni casi il giocatore può scontrarsi con Pokémon molto più feroci del normale perché di tipo Nucleare Corrotto, che possono disobbedire all'allenatore che li ha catturati anche se di livello basso, ciò non accade invece ai pochi Pokémon che presentano il tipo Nucleare naturalmente.
Come accade anche nei giochi ufficiali, Uranium contiene sia gli scambi che le lotte online: è disponibile infatti la Global Trade Station, nota anche come GTS, che consente ai giocatori di scambiare Pokémon in modo anonimo con chiunque..

## Trama
In Pokémon Uranium, il giocatore viaggia attraverso Tandor, una regione ispirata a diverse località del mondo, fra le quali Venezia, e popolata da 200 specie di Pokémon, la maggior parte create dai fan. Il giocatore può scegliere come protagonista Victor (maschio), Natalie (femmina) o Pluto (neutro, di sesso ambiguo). 
Il giovane protagonista riceve un Pokémon tra Orchynx, Raptorch ed Eletux dal professore Bamb'o e parte in viaggio per raccogliere un totale di otto medaglie nelle palestre Pokémon e vincere la Tandor Championship per diventare il campione, 
Il giocatore è figlio di due menti geniali, la madre, Lucille, venne persa dieci anni prima dei fatti narrati dopo un meltdown nucleare ed una conseguente esplosione nella centrale "Epsilon", nella quale lavorava; il padre Kellyn, un Pokémon Ranger, rimase freddo e distante, dedicandosi completamente al suo lavoro per evitare di affrontare il suo dolore, lasciando il bambino con la prozia. Durante il gioco, il giocatore si imbatte in strani eventi tra i quali l'arrivo di Urayne, un Pokémon fortemente radioattivo e di CURIE, un essere non identificato che sembra poter comunicare col Pokémon.
Alla fine i due proveranno a distruggere il mondo prendendosi tutto l'uranio esistente per far rimanere il Pokémon in vita e potenziarlo, incontrando il giocatore molte volte nel corso della trama nelle varie centrali nucleari presenti a Tandor. 
Dopo aver scoperto la presenza di un giacimento di uranio nel monte in cui si svolge la Tandor Championship, interromperanno la gara durante la lotta del giocatore contro il campione della regione, dopo che il protagonista li avrà sconfitti, si scoprirà che CURIE non era altri che Lucille, la madre del protagonista, che per salvarsi dal meltdown nucleare si rinchiuse nella cella di contenimento di Urayne, Pokémon nato dopo un disastro nucleare e che stavano studiando, indossando il CURIE, ovvero il "Cerebral U092 Relay and Inhibitor Engine", sviluppato da lei stessa e che permette di comunicare col Pokémon, i 10 anni di ibernazione indossandolo l'hanno tuttavia alterata, trasformandola nell'antagonista. 
Alla fine verrà portata viva ma incosciente a casa del giocatore dove verrà atteso il suo risveglio. Nonostante l'interruzione della lotta finale, il protagonista verrà eletto campione per aver salvato la regione da Urayne e CURIE.

## Accoglienza
Il gioco è stato nominato ai The Game Awards 2016 nella categoria "Migliore creazione dei fan", ma è stato rimosso dalla pagina delle nomination senza preavviso insieme al gioco per fan di Metroid AM2R. Alissa McAloon di Gamasutra ha ipotizzato che fosse dovuto alla posizione di Nintendo sull'uso non autorizzato delle loro proprietà intellettuali.
Sebbene ci siano poche recensioni complete per il titolo, Elias Blondeau di CGMagazine ha sottolineato che "Pokémon Uranium riesce a essere un giro profondo e appagante di meccaniche familiari e un'evoluzione matura della stessa serie a cui rende omaggio", il gioco è stato inoltre molto apprezzato per la colonna sonora, ma criticato per il design dei nuovi Pokémon aggiunti.